# Jana Stojanowa
Jana Stojanowa (bulgarisch Яна Стоянова, englische Schreibweise: Jana Stojanova; * 27. Februar 2005) ist eine bulgarische Tennisspielerin.

## Karriere
Stojanowa spielt bislang hauptsächlich Turniere auf der ITF Women’s World Tennis Tour, wo sie bisher aber noch keinen Titel gewinnen konnte.
2021 spielte sie im November und Dezember ihre ersten ITF-Turniere, kam aber über die Qualifikation nicht hinaus.
2022 erreichte sie einmal die Hauptrunde im Einzel eines ITF-Turniers und zweimal im Doppel.
2023 erreichte sie im Mai das Viertelfinale beim W15 in Kursumlijska Banja sowie vier Viertel- und drei Halbfinals im Doppel.
2024 konnte sie bis Ende August zwei weitere Halb- und Viertelfinals im Doppel erreichen.

### College Tennis
Seit 2024 spielt Stojanowa für die Damentennismannschaft der Gamecocks der University of South Carolina.